# Caboclinho-de-chapéu-cinzento
O caboclinho-de-chapéu-cinzento (nome científico: Sporophila cinnamomea) é uma espécie de ave da família Thraupidae. É encontrada na Argentina, Brasil, Paraguai e Uruguai (onde ainda pode ser visto na Quebrada de los Cuervos).
O seu habitat natural são pradarias subtropicais ou tropicais sazonalmente úmida ou inundada. Está ameaçado devido a perda de habitat.